# 青山剛昌短編集
『青山剛昌短編集』（あおやまごうしょうたんぺんしゅう）は、青山剛昌の初期の短編漫画を収録したコミックス。また、収録された漫画を原作としたOVA。

## 概要
少年サンデーコミックスにおいては、読み切り作品を中心に収録。少年サンデーブックス版と小学館文庫版では、全6話の『4番サード』と雑誌未掲載作品『さりげなくルパン』を加えた『青山剛昌短編集 4番サード』として発売された。なお、文庫版には最後に二宮清純による寄稿エッセイが載せられている。
原作者・青山剛昌の代表作である『名探偵コナン』の大ヒットにより、同テレビアニメのスタッフとキャストでOVAが制作された。

## 収録作品
- 探偵ジョージのミニミニ大作戦
  - 名探偵登場!
  - 氷の国の怪物
  - I AM A DENTIST
- プレイ イット アゲイン
- えくすかりばあ
- 夏のサンタクロース
- ちょっとまってて
- サンデー19show さまよえる赤い蝶
- 4番サード（少年サンデーブックス版および小学館文庫版にのみ収録）
- さりげなくルパン ※『まじっく快斗』の原型 （少年サンデーブックス版および小学館文庫版にのみ収録）
- Tell Me A Lie 〜私にウソをついて〜（新装版にのみ収録）

## 各作品の概要
個別記事があるものについてはそちらを参照。

### プレイ イット アゲイン
週刊少年サンデー昭和63年5月増刊号に掲載、全24ページ。「YAIBA」の原型。
剣三十郎はかつて剣豪といわれていたがもうすぐ80歳。孫娘・道子にも負けてしまい、くやしい思いをする。若さが欲しいと思った三十郎はある日、自宅の庭に咲いている桜の巨木の力で十代の姿に若返る。そして、道子の高校の先輩である剣道部の仲代と会い、剣道で対決することになる。剣三十郎は『用心棒』及び『椿三十郎』で三船敏郎が演じた三十郎が由来。

### 夏のサンタクロース
週刊少年サンデー昭和62年3月15日号に掲載、全30ページ。1999年の夏、千川高校2年B組の高校生・佳祐が核兵器を作動させてしまったことに端を発する、青春ラブストーリーとパニック要素、コメディ要素が入り交じった物語である。

## OVA
青山剛昌短編集（あおやまごうしょうたんぺんしゅう）は1998年12月24日によみうりテレビで放送されたスペシャルアニメ。1999年3月17日にOVAが発売。同年12月22日には続編の「青山剛昌短編集2」（あおやまごうしょうたんぺんしゅう2）が発売された。

### 解説
テレビアニメ『名探偵コナン』のスタッフを中心に制作され、声優陣も『コナン』のレギュラーメンバーが多数出演している。両作品とも構成は若き日の優作と有希子の物語であり、1は若き日の2人が観た映画で、2は優作が書いた小説である。そのため、第1話と第3話では構成が繋がるオリジナルストーリーが加えられている。いわば『名探偵コナン 外伝』というべき作品である。なお2はアニメに加えて『コナン』のメイキングも収録されている。

### 青山剛昌短編集

#### 収録作品
- ちょっとまってて

- さまよえる赤い蝶

- 夏のサンタクロース

キャスト
- 原佳祐 - 高木渉
- 安斎明日香 - 山崎和佳奈
- グレイ - 神谷明
- ホワイト - 室園丈裕
- シルバー - 中村大樹
- ヨーコ - 荒木香恵
- 院長 - 茶風林
- 男 - 難波圭一
- 機長 - 中嶋聡彦
- 戦闘員 - 巻島直樹
- 司令室 - 引田有美
- コンピューター - 斎賀みつき
- 女子学生 - 榎本充希子

#### スタッフ
- 原作 - 青山剛昌
- 監督 - 鍋島修
- 脚本 - 古内一成
- 絵コンテ - 鍋島修、松園公
- キャラクターデザイン、総作画監督 - 須藤昌朋
- デザインワークス - 糸島雅彦、石野聡、森木靖泰
- 作画監督 - 清水義治、糸島雅彦、石野聡
- 美術監督 - 板倉佐賀子
- 撮影監督 - 野村隆
- 編集 - 岡田輝満
- 音響監督 - 小林克良
- 音楽 - 松尾早人
- プロデューサー - 吉岡昌仁
- アニメーション制作 - 東京ムービー
- 製作 - 小学館、ポリグラム、キョクイチ

#### 主題歌
「きっと言える」
歌 - 田村ゆかり / 作詞 - 三枝翔 / 作曲・編曲 - 山口一久

### 青山剛昌短編集2

#### 収録作品
- 探偵ジョージのミニミニ大作戦 名探偵登場!

- 夜空に飛び立つ10個の惑星

ビデオオリジナルの『名探偵コナン』外伝作品。主人公は、『名探偵コナン』の主人公・江戸川コナン（工藤新一）の母・工藤有希子。
ストーリーは、暗号を残して締め切り前に姿をくらました夫・工藤優作を探す物語。コナンは赤ん坊時代の新一として脇役登場。
キャスト
- 工藤優作 - 田中秀幸
- 工藤有希子 - 島本須美
- 工藤新一 - 高山みなみ
- 入口の係員 - 友川まり
- 編集者 - 千葉一伸、長嶝高士、小上裕通、横尾博之、丁田政二郎

- プレイ イット アゲイン

キャスト
- 剣三十郎 - 茶風林
- 桜三十郎 - 山口勝平
- 剣道子 - 大谷育江
- 仲代達也 - 千葉一伸
- 取手 - 高木渉
- 巻田 - 横尾博之
- 春江 - 水原リン
- かおる - 山崎和佳奈
- 玲奈 - 岩居由希子
- 先生 - 長嶝高士
- 生徒 - 小上裕通、小池亜希子

- 名探偵コナン7分間スペシャル 謎の殺人計画

少年探偵団の3人がアニメの制作過程を調査するお話。実写とアニメーションがミックスした映像となっており、アフレコ中の担当声優や、当時のアニメ制作スタッフが出演している。
キャスト
- 江戸川コナン - 高山みなみ
- 吉田歩美 - 岩居由希子
- 円谷光彦 - 大谷育江
- 小嶋元太 - 高木渉

#### スタッフ
- 原作 - 青山剛昌
- 監督、絵コンテ、演出 - 鍋島修
- 脚本 - 古内一成
- キャラクター設定、作画監督 - 青野厚司
- デザインワークス - 森木靖泰
- 美術監督 - 長谷川弘行
- 色彩設計 - 横山さよ子
- 撮影監督 - 野村隆
- 編集 - 岡田輝満
- 音響監督 - 小林克良
- 音楽 - 松尾早人
- プロデューサー - 吉岡昌仁
- アニメーション制作 - 東京ムービー
- 製作 - 小学館、ポリドール、キョクイチ

#### 主題歌
「きっと言える」
歌 - 田村ゆかり / 作詞 - 三枝翔 / 作曲・編曲 - 山口一久

## 単行本
- 少年サンデーコミックス 1994年2月15日発行 ISBN 4091231721
- 少年サンデーブックス 2000年1月15日発行 ISBN 4091218466
- 小学館文庫 2003年10月発行 ISBN 4091934811
- 少年サンデーコミックス新装版 2011年2月16日発行 ISBN 978-4091227942/アニメDVD付 ISBN 978-4099417079